# 山下一史
山下 一史（やました かずふみ、1961年9月10日 - ）は、日本の指揮者。東京藝術大学音楽学部指揮科教授。

## 人物・来歴
- 1961年、広島県広島市生まれ。母親は広島原爆で被爆しており、被爆2世にあたる[2]。
- 1977年、桐朋女子高等学校音楽科[3]に入学。チェロを井上頼豊に、指揮を尾高忠明、小澤征爾、秋山和慶、森正に、それぞれ師事。
- 1982年、「第17回民音指揮者コンクール」で奨励賞を受賞。
- 1984年、桐朋学園大学卒業、その後ベルリン芸術大学に留学。
- 1985年からヘルベルト・フォン・カラヤンのアシスタントをカラヤンが逝去するまで務める。
- 1986年、ニコライ・マルコ国際指揮者コンクール（デンマーク）で優勝。この年に開かれたベルリン・フィルハーモニー管弦楽団の公演で、急病のカラヤンの代役としてジーンズ姿のままベートーヴェン「第九」を指揮し、脚光を浴びる。
- 2001年7月29日、第2回の1000人のチェロ・コンサートの指揮を担当した。

## 経歴
- NHK交響楽団（副指揮者：1988年 - 1995年）
- オーケストラ・アンサンブル金沢（プリンシパル・ゲスト・コンダクター：1991年 - 1993年）
- ヘルシンボリ交響楽団（首席客演指揮者：1993年 - 1998年）
- 九州交響楽団（常任指揮者：1996年 - 1999年）
- ザ・カレッジ・オペラハウス管弦楽団（常任指揮者：2002年 - 2007年、名誉指揮者：2008年 - ）
- 仙台フィルハーモニー管弦楽団（指揮者：2006年 - 2008年、正指揮者：2009年 - 2012年 ）
- 国内外のオーケストラの他、東京佼成ウインドオーケストラなどプロ吹奏楽団などにも客演しており、また これらの楽団とのCDレコーディングも行っている。
- 2006年からは一般公募型大規模「第九」イヴェントの一つ「第九ひろしま」（管弦楽：広島交響楽団）に指揮者として毎年参加している。
- 千葉交響楽団（音楽監督：2016年 - ）
- 大阪交響楽団（常任指揮者：2022年 - ）
- 愛知室内オーケストラ（音楽監督：2022年 - ）